# Poecilaemula
Genre
Poecilaemula est un genre d'opilions Laniatores de la famille des Cosmetidae.

## Distribution
Les espèces de ce genre se rencontrent en Amérique du Sud et en Amérique centrale.

## Liste des espèces
Selon World Catalogue of Opiliones (27/04/2024) :
- Poecilaemula eutypa (Chamberlin, 1925)
- Poecilaemula iching Medrano, Kury, Martins & Proud, 2024
- Poecilaemula lavarrei Goodnight & Goodnight, 1942
- Poecilaemula metatarsalis Roewer, 1915
- Poecilaemula moniliata Roewer, 1928
- Poecilaemula peruviana Roewer, 1947
- Poecilaemula signata (Banks, 1909)
- Poecilaemula smaragdula (Mello-Leitão, 1941)

## Publication originale
- Roewer, 1912 : « Die Familie der Cosmetiden der Opiliones-Laniatores. » Archiv für Naturgeschichte, vol. 78, no 10, p. 1–122 (texte intégral).